# Estadio Sultan Mizan Zainal Abidin
El Estadio Sultan Mizan Zainal Abidin es un estadio multiusos ubicado en la ciudad de Kuala Terengganu, en el estado de Terengganu en Malasia. El estadio fue inaugurado en 2008 y posee una capacidad para 50 000 asientos, es utilizado de preferencia para la práctica del fútbol y competencias de atletismo siendo uno de los estadios de mayor capacidad en el país. 
El estadio fue nombrado en honor al entonces Yang di-Pertuan Agong (Rey de Malasia) el Sultán Mizan Zainal Abidin, el cual asistió a la ceremonia de inauguración del estadio el 10 de mayo de 2008.
El primer evento importante en el recinto fue la sede de los 12° Juegos deportivos de Malasia (Sukma Games) entre el 31 de mayo y el 9 de junio de 2008. En la actualidad, es el estadio del club de fútbol Terengganu FA que disputa la Superliga de Malasia.

## Colapso de la azotea
El 2 de junio de 2009, un año después de ser inaugurado oficialmente, una parte importante de la construcción del techo se derrumbó en condiciones atmosféricas normales, incluyendo la sección sobre el palco real. Relatos de testigos del hecho indicaron que se trató de un fuerte sonido similar al impacto de la caída de un avión. El accidente causó la destrucción de equipos e instalaciones y la destrucción de vehículos estacionados en las inmediaciones. Afortunadamente, no se reportaron víctimas humanas.
La causa principal del colapso del techo se identificó como la falla de diseño y materiales inapropiados. También hubo informes de estallidos esporádicos y la estructura de los daños antes del colapso. Uno de los trabajos de reparación estructural en el techo estaba programado en el día de la caída en sí, junto con algunos trabajos de reparación eléctricos están llevando a cabo en otra parte del estadio. En junio de 2010, el trabajo de limpieza y reubicación del techo derrumbado no habían terminado.

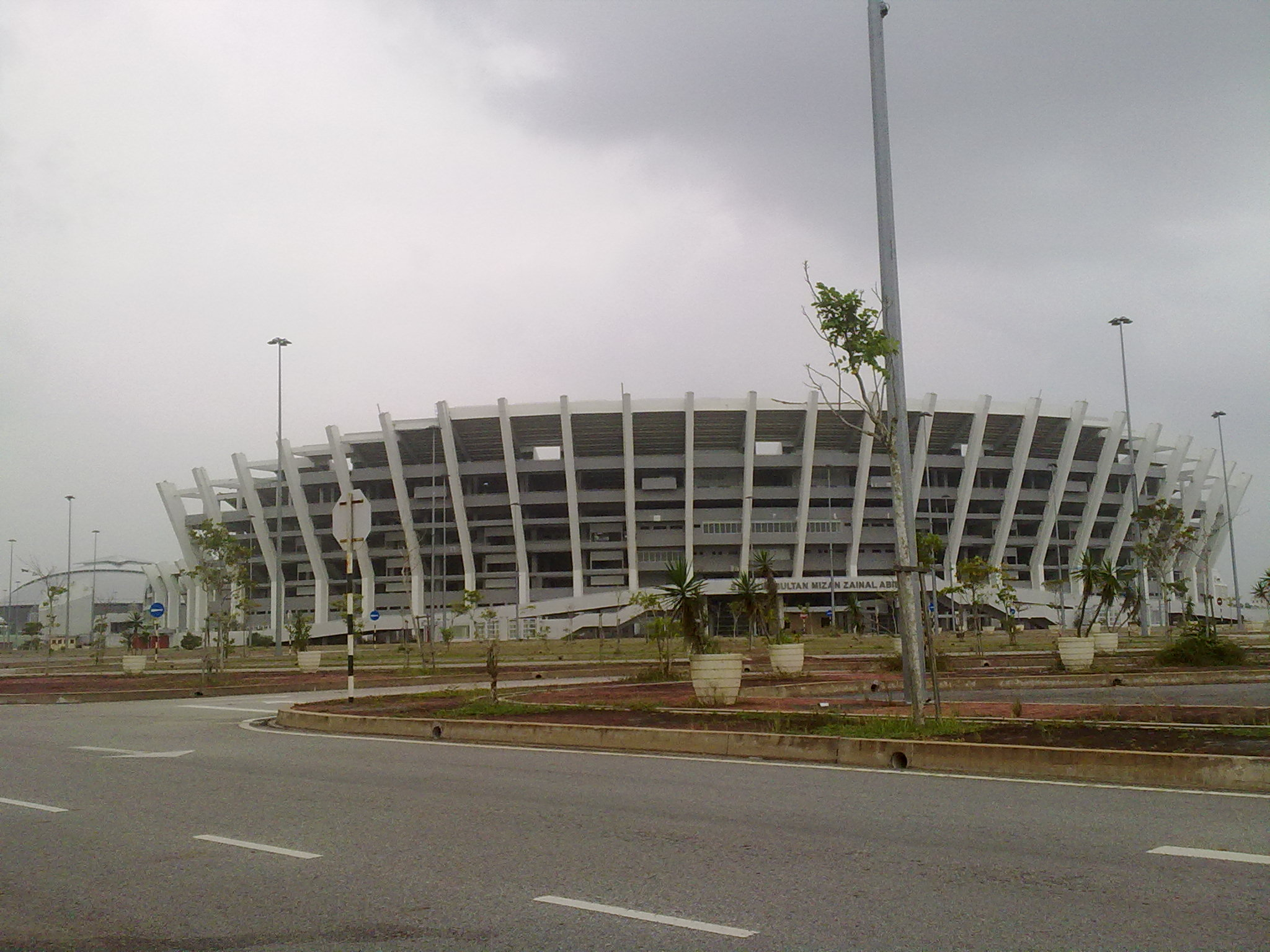
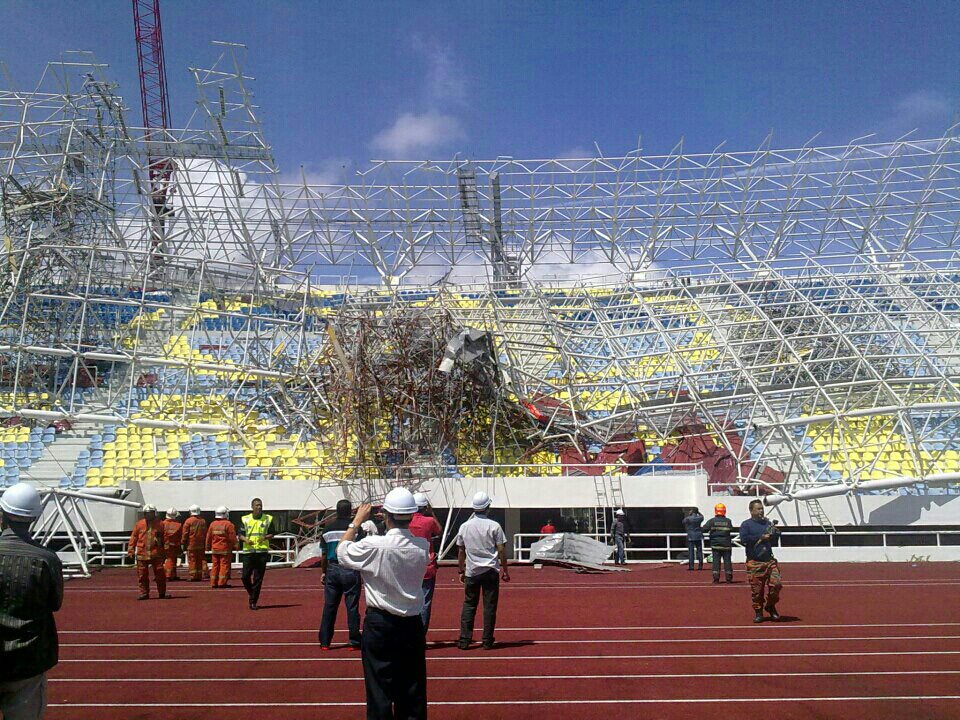
Colapso del techo.
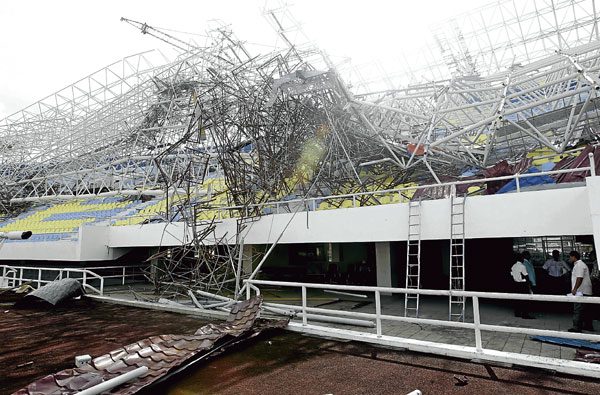
Colapso de la techumbre